# Докса (футбольный клуб, Катокопиас)
«До́кса» (греч. Δόξα Κατωκοπιάς) — кипрский футбольный клуб из города Катокопья. Образован в 1954 году. После турецкого вторжения 1974 года Катокопья оказался на оккупированной территории, поэтому клуб базируется в городе Перистерона. Домашние матчи проводит на стадионе «Макарио». Цвета клуба — зелёно-синие.

## История
«Докса» (в переводе с греческого «Слава») впервые в своей истории перешла в первый дивизион в 1998 году, но, заняв 13-е место в таблице (из 14 команд), клуб был понижен в классе. В следующем сезоне, заняв третье место во втором дивизионе, команда снова получила право на повышение в 2000 году. На этот раз клуб добился большого успеха, сумев финишировать на 11-м месте и остаться в первом дивизионе. В 2002 году клуб снова понизился в классе, а в следующем году — занял второе место во втором дивизионе. Команда снова участвовала в первом дивизионе в сезоне 2003/04, где финишировала последней с единственной победой в 26 играх и, таким образом, вылетела во вторую лигу. В 2007 году команда снова была переведена в первый дивизион, но после четырёх сезонов подряд в элите команда была переведена обратно во второй дивизион в 2011 году. Начиная с 2011 года «Докса» взяла курс на усиление состава за счёт легионеров, большинство из которых были из низших дивизионов Португалии. В 2012 году клуб вернулся в первый дивизион после того, как занял второе место во втором. В 2014 году клуб впервые возглавил иностранный тренер — серб Слободан Крчмаревич. С 2012 года команда не вылетала из первого дивизиона, установив тем самым клубный рекорд.